# 시민 연단
시민 연단(市民 演壇, 폴란드어: Platforma Obywatelska 플라트포르마 오비바텔스카[*])은 폴란드의 보수주의 중도우파 정당으로 유럽 연합의 입법 기관이자 유럽 의회 소속 유럽 국민당 회원으로 알려져 있다. 주로 자유보수주의, 기독교 민주주의, 자유주의를 지향하고 있다.

## 역사
2001년에 연대선거활동과 자유연합당이 합당하면서 설립했다. 당시 이 두 정당의 경우 안제이 마리안 오레초브스키, 도날트 투스크, 마치에이 폴잔스키가 주도했다. 같은 해 폴란드 하원 선거에서 65석을 획득하면서 제2당이 되었다. 반면 폴란드의 우익 정당인 법과 정의는 제4당이 되었다. 창당 이래 최초로 민주좌파연합 다음으로 득표를 하였다.
2005년 폴란드 총선에서 상원 34석, 하원 133석을 획득해 폴란드의 우익 정당인 법과 정의 다음으로 제2당으로 부상하게 되었다. 그러나 안제이 레페르의 부정부패 사건을 계기로 연립 정부 내에서 갈등이 생기면서 2007년 8월에 폴란드 가족연합당과 연립 정부를 해산했고, 같은 해 9월에 민주좌파연합이 제안한 의회 해산 결의에 찬성하면서 국회가 해산이 되었고 총선거가 실시되었다.
선거에서 166석을 획득한 법과 정의를 제치고 200석을 획득하면서 폴란드 농민당과 함께 연립 정부가 들어서면서 폴란드 가족연합당과 법과 정의는 물러났다.
레흐 카친스키가 비행기 추락 사고로 사망한 이후 2010년에 치러진 폴란드 대선에서 야로스와프 카친스키 전 총리가 출마하면서 법과 정의 후보 야로스와프 카친스키와 대선을 치렀지만 1차와 2차 모두 승리하면서 총리가 되었다. 2011년 폴란드 총선에서 하원 2석을 잃은 반면 상원의 경우 8석을 획득하면서 제1당이 되었다.
2014년 5월 유럽 의회 선거에서 19석을 획득해 법과 정의를 제치고 제1당이 되었다. 2015년 총선에서 법과 정의에 패배하면서 상원 43석, 하원 69석을 잃으면서 제2당이 되었다.

## 이념
폴란드의 제1당인 법과 정의보다 온건적이며 중도우파적인 색채를 갖고 있다. 이 정당의 지지율은 대도시 거주자와 고학력을 기반으로 하는 정당이다. 주로 자유주의, 세속주의를 지향하고 있으며 기독교 민주주의의 전통을 존중한다. 경제의 경우 영국과 같은 사회주의, 신고전주의를 결합한 제3의 길을 지향하고 있다.
외교 정책의 경우 유럽 연합의 통합에 적극적이며 폴란드의 최대 정당인 법과 정의와 달리 미국과 동맹 관계를 유지하면서 유럽 연합과 독립 국가 연합 회원국과 활발한 사회 경제적 거래를 중시하고 평화를 유지하는 정책을 펼치고 있다.
또한 독일과 이탈리아와 마찬가지로 내각제를 주장하고 있다. 그러나 폴란드의 제1당인 경제 및 외교 문제 때문에 법과 정의와 대립하고 있으며 이 정당은 프랑스와 마찬가지로 대통령제를 주장하고 있다.

## 역대 당 대표
| #   | 대표              | 기간                  | 비고 |
| --- | ----------------- | --------------------- | ---- |
| 1대 | 마치에이 폴잔스키 | 2001년부터 2003년까지 |      |
| 2대 | 도날트 투스크     | 2003년부터 2014년까지 |      |
| 3대 | 에바 코파치       | 2014년부터 2016년까지 |      |
| 4대 | 그제고시 스헤티나 | 2016년부터 현재까지   |      |

## 역대 선거결과

### 폴란드 하원
| 선거        | 당 대표           | 합계      | 득표율    | 의석      | +/– |
| ----------- | ----------------- | --------- | --------- | --------- | --- |
| 2001년 총선 | Maciej Płażyński  | 1,651,099 | 12.7 (#2) | 65 / 460  |     |
| 2005년 총선 | 도널드 투스크     | 2,849,259 | 24.1 (#2) | 133 / 460 | 68  |
| 2007년 총선 | 도널드 투스크     | 6,701,010 | 41.5 (#1) | 209 / 460 | 76  |
| 2011년 총선 | 도널드 투스크     | 5,629,773 | 29.9 (#1) | 207 / 460 | 2   |
| 2015년 총선 | 에바 코파치       | 3,661,474 | 37.6 (#2) | 138 / 460 | 69  |
| 2019년 총선 | 그제고시 스헤티나 | 5,060,355 | 27.4 (#2) | 119 / 460 | 19  |

### 폴란드 상원
| 2002년 총선                         | 2 / 100  |    |
| 2001 연합을 일환으로 15석 획득했다. |          |    |
| 2005년 총선                         | 34 / 100 | 32 |
| 2007년 총선                         | 60 / 100 | 26 |
| 2011년 총선                         | 63 / 100 | 3  |
| 2015년 총선                         | 34 / 100 | 29 |
| 2019년 총선                         | 43 / 100 | 9  |

### 유럽 의회
| 선거        | 합계      | 득표율     | 의석    | +/– |
| ----------- | --------- | ---------- | ------- | --- |
| 2004년 총선 | 1,467,775 | 24.1 (#1)  | 15 / 54 |     |
| 2009년 총선 | 3,271,852 | 27.4 (#2)  | 25 / 50 | 10  |
| 2014년 총선 | 2,271,215 | 31.8 (#2)  | 19 / 51 | 6   |
| 2019년 총선 | 5,249 935 | 38.47 (#2) | 14 / 51 | 5   |

### 대선
| 선거        | 후보                             | 1차       | 1차        | 2차        | 2차        |
| 선거        | 후보                             | 합계      | 득표율     | 합계       | 득표율     |
| ----------- | -------------------------------- | --------- | ---------- | ---------- | ---------- |
| 2005년 대선 | 도날트 투스크                    | 5,429,666 | 36.3 (#1)  | 8,257,468  | 46.0 (#2)  |
| 2010년 대선 | 브로니스와프 코모로프스키        | 6,981,319 | 41.5 (#1)  | 8,933,887  | 53.0 (#1)  |
| 2015년 대선 | 브로니스와프 코모로프스키 (재선) | 5,031,060 | 33.8 (#2)  | 8,112,311  | 48.5 (#2)  |
| 2020년 대선 | 브로니스와프 코모로프스키        | 5,917,340 | 30.46 (#2) | 10,018,263 | 48.97 (#2) |

### 지역 의석
| 2002년 지선                      | 15.6 (#3) | 97 / 561  |    |
| 법과 정의와 연합해 득표했다.     |           |           |    |
| 2006년 지선                      | 25.1 (#2) | 186 / 561 |    |
| 2010년 지선                      | 23.1 (#2) | 222 / 561 | 36 |
| 2014년 지선                      | 26.9 (#1) | 179 / 555 | 43 |
| 2018년 지선                      | 27.1 (#2) | 163 / 555 | 16 |
| 폴란드 현대당과 연합해 득표했다. |           |           |    |

## 같이 보기
- 폴란드의 정당